# Ubuntu Kylin
Ubuntu Kylin（ウブントゥ・キリン、优麒麟）は、中国市場向けに開発されたLinuxディストリビューション、Ubuntuの公式フレーバーである。UKUI(Ubuntu Kylin User Interface)と呼ばれる独自のデスクトップ環境を使用しており、中国ユーザー向けのアプリや設定が施されている。2013年に公式入りした。

## 概要
Ubuntu Kylinの目的は、中国のユーザーにより適したUbuntuを作成することである。2013年に初めてリリースされた。CCN(CSIP、Canonical、NUDT)によって作成され、中国ユーザー向けに使いやすいオペレーティングシステムの作成を目標としている。

### 特徴

#### デスクトップ環境

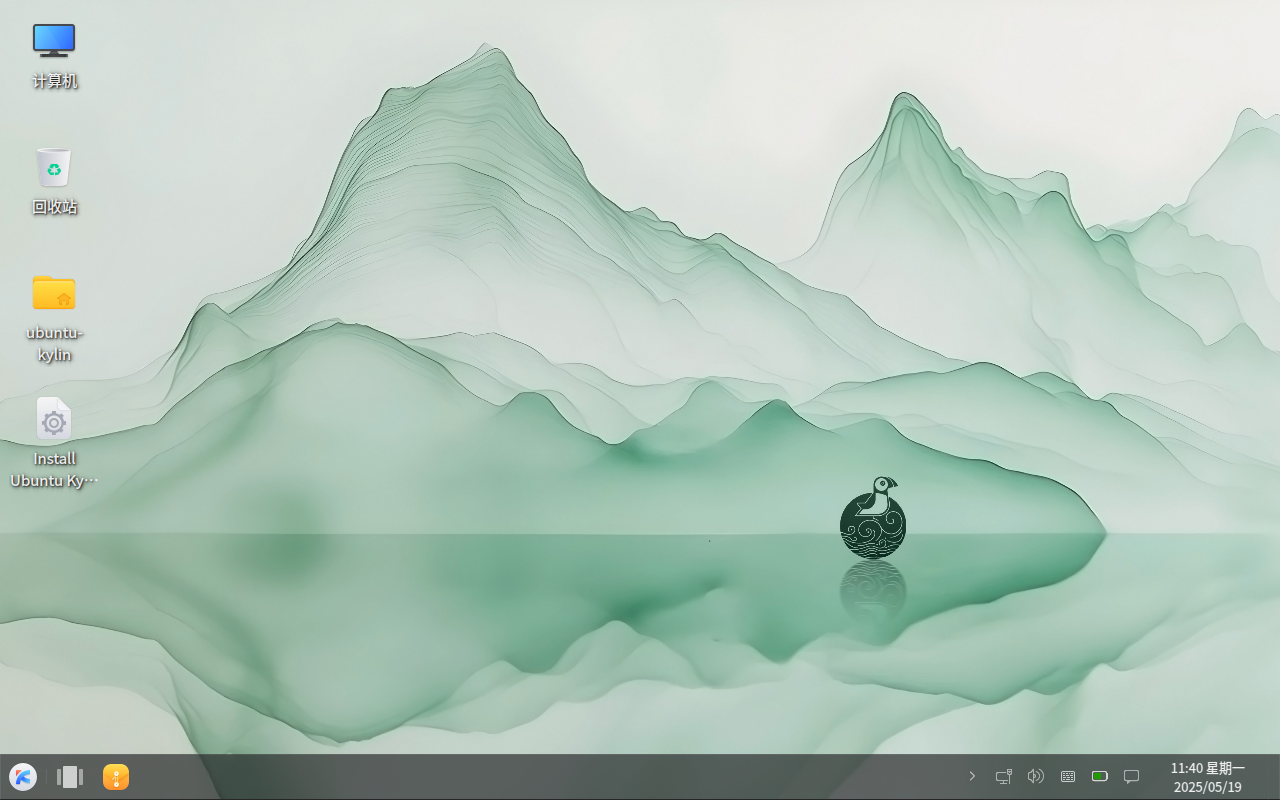
UKUI

Ubuntu Kylinには、UKUI(Ubuntu Kylin User Interface)という独自のデスクトップ環境を提供している。UKUIはバージョン19.04以前はMATEをベースとしていたが、20.04以降(UKUI3.0以降)はQtを使って独自に作られている。

#### プリインストールアプリケーション
ブラウザのChromiumやFirefox、メールソフトのThunderbird、オフィススイートのLibreOffice、オーディオプレーヤーのRhythmbox、マルチメディアのSMPlayer、Kylin Player、Ubuntu Kylin Software Centerなどの初心者向けで中国ユーザーにも最適化されたアプリが入っている。

### 歴史とリリース
Ubuntu Kylinの前身であるKylinは、中国の軍部や政府機関によって利用されることを意図した、FreeBSDベースのOSであった。Ubuntu Kylinは、Ubuntu Kylin 13.04からスタートし、リリース間隔はUbuntuと同様、基本的に半年ごとに行われている。ただし、Ubuntu Kylin 22.10のリリースは見送られた。
| 最新のリリース | サポート終了したリリース | サポート中のリリース | 最新ベータ版 |

| バージョン | コードネーム      | リリース日     | サポート期限 | 主な変更点 |
| ---------- | ----------------- | -------------- | ------------ | --- |
| 13.04      | Raring Ringtail   | 2013年4月25日  |              | 初めてのリリース。Dashでのオンライン音楽検索、中国語カレンダー、天気インジケータ、Fcitxの採用、プリインストールアプリなど中国向けの機能が多数実装されている。 |
| 13.10      | Saucy Salamander  | 2013年10月17日 |              | システムのカスタマイズ機能の充実、13.10向けの新しいGRUB選択肢やスライドショー、ブートアニメーションの提供。 |
| 14.04 LTS  | Trusty Tahr       | 2014年4月17日  | 2019年4月    | Ubuntu公式入りして初の長期サポート版。新しいLinuxカーネル（バージョン3.13）とUnityデスクトップ環境（バージョン7.2）の採用。Sogou Input MethodやWPS Officeのプリインストール。Kingsoft Kuaipanクラウドストレージの追加。 |
| 14.10      | Utopic Unicorn    | 2014年10月23日 | 2015年7月    | Linux カーネル 3.16.0-17.23を採用し、Unityデスクトップ環境7.3.1を搭載。Ubuntu Kylin Software Center、Youker Assistant、Youker Weatherなどのツールが最新バージョンにアップグレード。 |
| 15.04      | Vivid Vervet      | 2015年4月23日  | 2016年1月    | Linux カーネル 3.19を採用し、Intel Braswell SoCおよびIntel Skylakeの初期対応を追加。Systemdへの移行が完了。最新バージョンのFirefox 37、Thunderbird 31.6、Chromium 41、LibreOffice 4.4を含むアップデート。 |
| 15.10      | Wily Werewolf     | 2015年10月22日 | 2016年7月    | Linux カーネル 4.2を採用し、Intel Broxtonをサポート。最新版のFirefox 41、Chromium 45、LibreOffice 5.0.2を採用。Sogou Pinyinの新バージョン（2.0.0.0066）が10月16日にリリースされ、ソフトウェアセンターからインストール可能。 |
| 16.04 LTS  | Xenial Xerus      | 2016年4月21日  | 2019年4月    | Linux カーネル 4.4を採用。最新バージョンのFirefox 45、Thunderbird 38.6、LibreOffice 5.1、Chromium 49、Nautilus 3.14を搭載。新しいSogou Pinyin（バージョン2.0.0.0072）をリリース。ソフトウェアセンターでインストール可能。 |
| 16.10      | Yakkety Yak       | 2016年10月13日 | 2017年7月    | Linux カーネル 4.8を採用。最新バージョンのFirefox 49、Thunderbird 45.3、LibreOffice 5.2、Chromium 53、Nautilus 3.20を搭載。新しいSogou Pinyin（バージョン2.0.0.0082）がリリースされ、ソフトウェアセンターからインストール可能。新しいubuntu-kylin-wizardパッケージを追加し、ユーザーがウェルカム画面とガイドインターフェイスを利用可能。 |
| 17.04      | Zesty Zapus       | 2017年4月13日  | 2018年1月    | UKUIと呼ばれるMATEを基にしたデスクトップ環境を導入し、様々な機能を追加した。Linux カーネル 4.10を採用し、プリインストールアプリケーションの大幅な変更、機能追加が実施された。 |
| 17.10      | Artful Aardvark   | 2017年10月19日 | 2018年7月    | Linux カーネル 4.13が採用され、デスクトップ環境の新しいアイコンテーマの追加、コントロールパネルのレイアウトの調整、ファイルマネージャーの機能追加、スタートメニューの起動速度の最適化、ドライバーレス印刷のサポート、その他プリインストールアプリの機能追加やバグ修正が施された。 |
| 18.04 LTS  | Bionic Beaver     | 2018年4月26日  | 2021年4月    | スタートメニュー、パネル、ファイルマネージャ、設定の改善。その他ソフトウェアの改善。 |
| 18.10      | Cosmic Cuttlefish | 2018年10月18日 | 2019年7月    | Linux カーネル 4.18が採用され、デスクトップ環境やソフトウェアの改善が行われた。Ubuntu Kylin Software Centerの更新が行われ、Qt5およびPython3へのコード移行などがされた。 |
| 19.04      | Disco Dingo       | 2019年4月18日  | 2020年1月    | Linux カーネル 5.0を採用し、AMD FreeSyncディスプレイのサポート。BTRFSファイルシステムでのスワップファイルのサポート。Adiantumファイルシステムの暗号化。ARM big.LITTLE CPUの電力管理機能の改善。HiDPI/Retina向けの新しいコントロールボードフォント表示。Logitech高解像度スクロールのサポートが行われた。その他生体認証フレームワーク、Biometric Managerの改良、デスクトップ環境の改良が行われた。                                                                               |
| 19.10      | Eoan Ermine       | 2019年10月17日 | 2020年7月    | Linux カーネル 5.3を採用し、様々な新機能が追加された。デスクトップ環境の改善、特化アプリケーションの更新が行われた。 |
| 20.04 LTS  | Focal Fossa       | 2020年4月23日  | 2023年4月    | Linux カーネル 5.4の採用、UKUI 3.0デスクトップ環境を導入。 |
| 20.10      | Groovy Gorilla    | 2020年10月22日 | 2021年7月    | Linux カーネル 5.8の採用、UIの変更。 |
| 21.04      | Hirsute Hippo     | 2021年4月22日  | 2022年1月    | Linux カーネル 5.11を採用。デスクトップ環境の改良。 |
| 21.10      | Impish Indri      | 2021年10月14日 | 2022年7月    | Linux カーネル 5.13を採用、デスクトップ環境の改良。 |
| 22.04 LTS  | Jammy Jellyfish   | 2022年4月21日  | 2025年4月    | Linux カーネル 5.15、UKUI3.1を採用。FirefoxにSnapパッケージを採用。アプリケーションのアップグレード、新機能の追加、バグ修正が行われた。 |
| 23.04      | Lunar Lobster     | 2023年4月20日  | 2024年1月    | Linux カーネル 6.2を採用。Mesa 23.0グラフィックスドライバを搭載。Mozilla Firefox 111、Thunderbird 102、LibreOffice 7.5、Shotwell 0.30.17、Remmina 1.4.29、Transmission 3.0への更新。Python 3.11、binutils 2.40、Ruby 3.1、golang 1.20、glibc 2.37、GCC 13、LLVM 16への更新が行われた。 |
| 23.10      | Mantic Minotaur   | 2023年10月12日 | 2024年7月    | Linux カーネル 6.5を採用。Python 3.11.5、binutils 2.41、Perl 5.36.0、Rust 1.71、golang 1.21、glibc 2.38、GCC 13.2.0、LLVM 16へのバースライブラリのアップデート。BlueZ 5.68、Cairo 1.18、NetworkManager 1.44、Pipewire 0.3.79、Poppler 23.08などのサブシステムのアップグレード、WPS Office 11.1.0.11704、Sogou Input Method 10.0.9.0.6、Mozilla Firefox 117、Thunderbird 115.2、Shotwell 0.32.2、Remmina 1.4.31、Transmission 4.0.2などのコアアプリケーションの更新が行われた。 |
| 24.04 LTS  | Noble Numbat      | 2024年4月25日  | 2027年4月    | Linux カーネル 6.8、UKUI 4.0を採用。kylin-sdk 2.0を統合。 |
| 24.10      | Oracular Oriole   | 2024年10月10日 | 2025年7月    | Linux カーネル 6.11を採用。 |
| 25.04      | Plucky Puffin     | 2025年4月18日  | 2026年1月    | Linux カーネル 6.14を採用。 |

### スクリーンショット

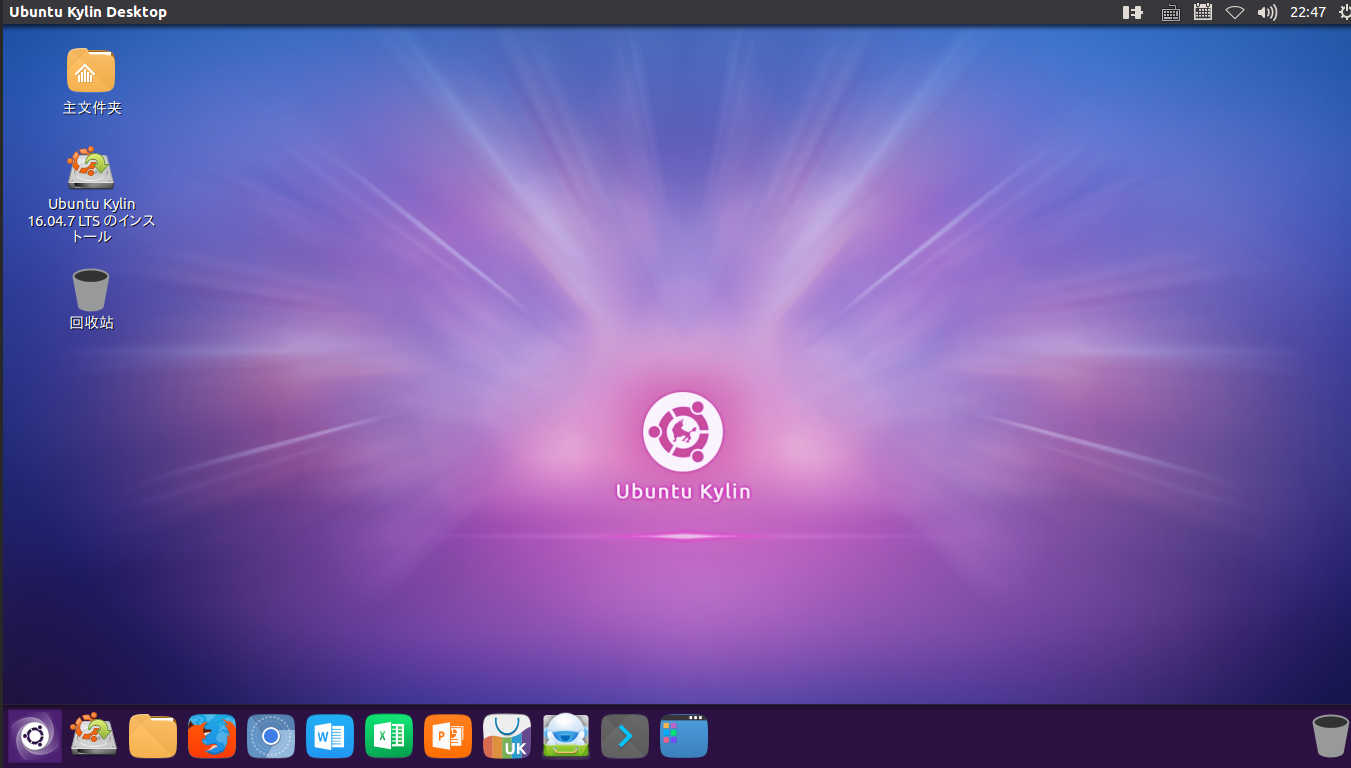
Ubuntu Kylin 16.04 LTS
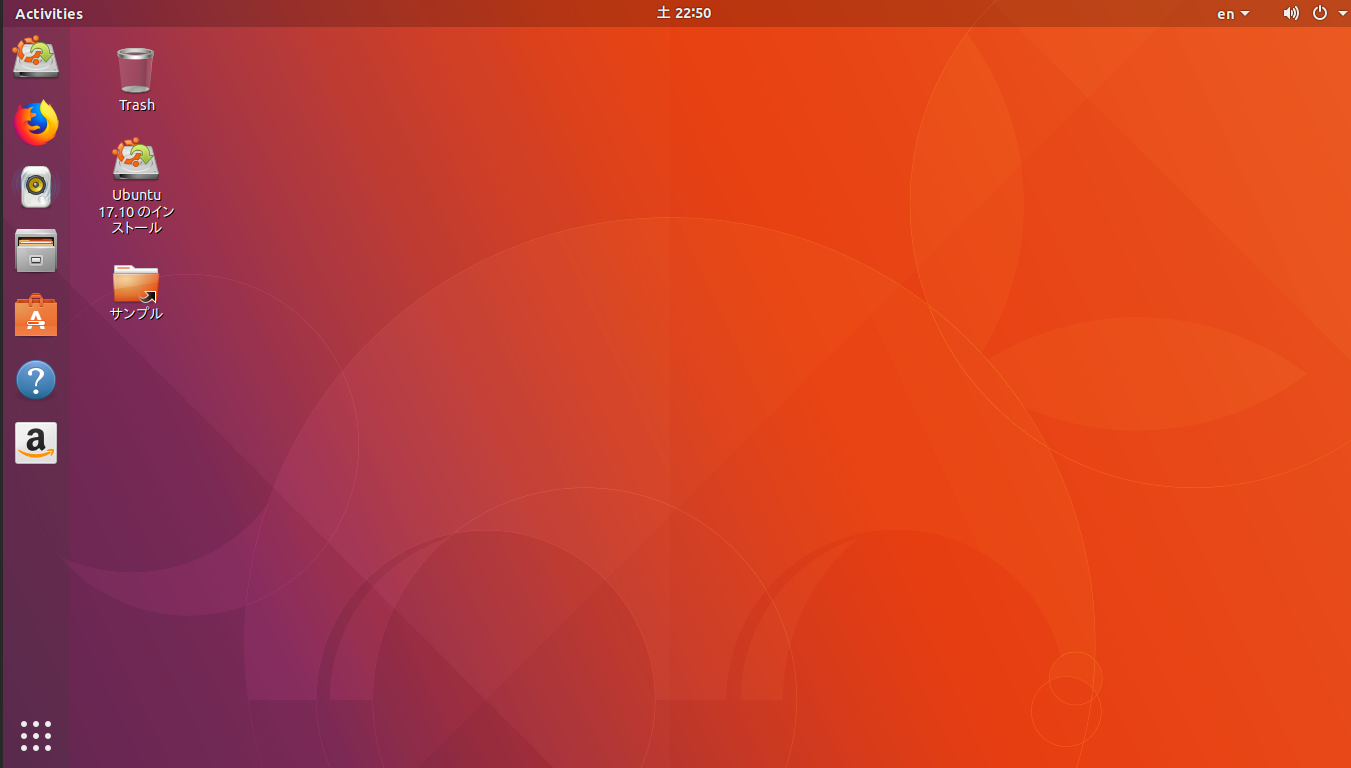
Ubuntu Kylin 17.10
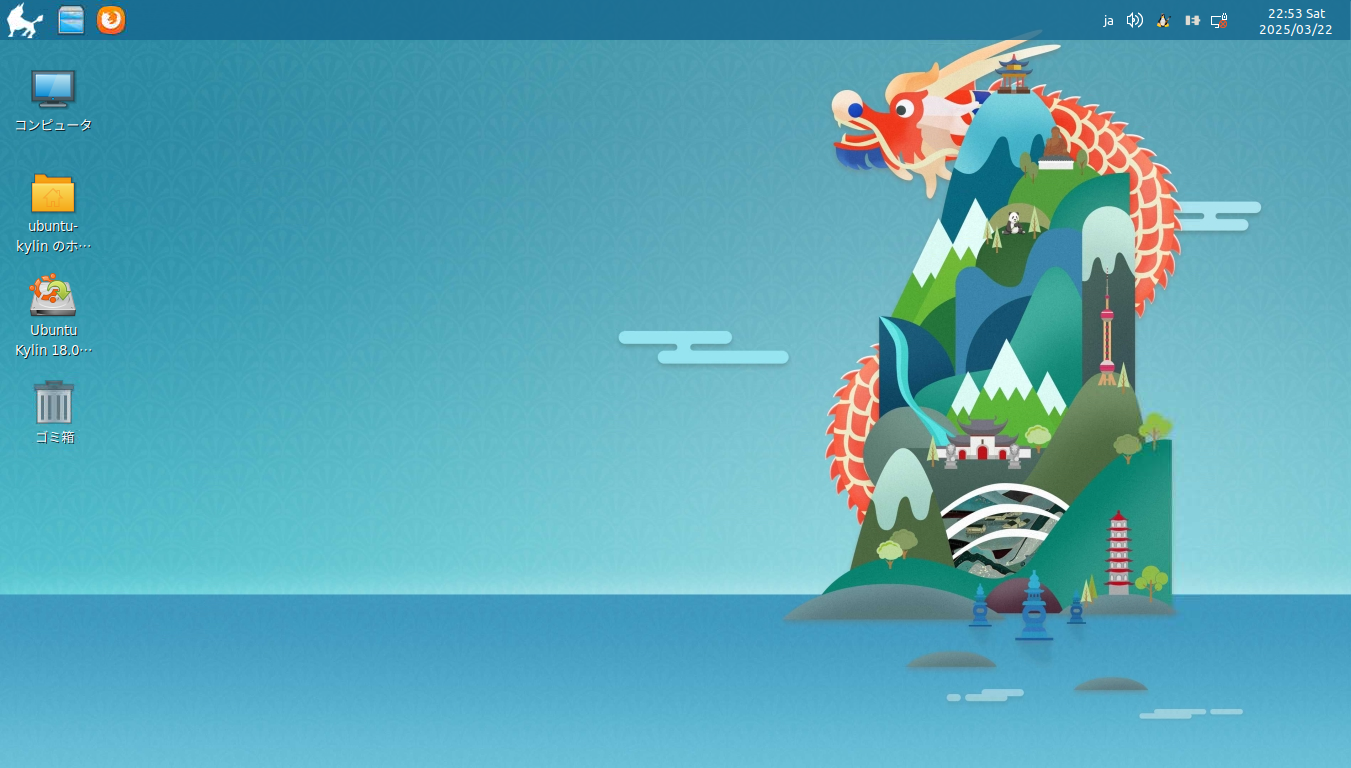
Ubuntu Kylin 18.04 LTS
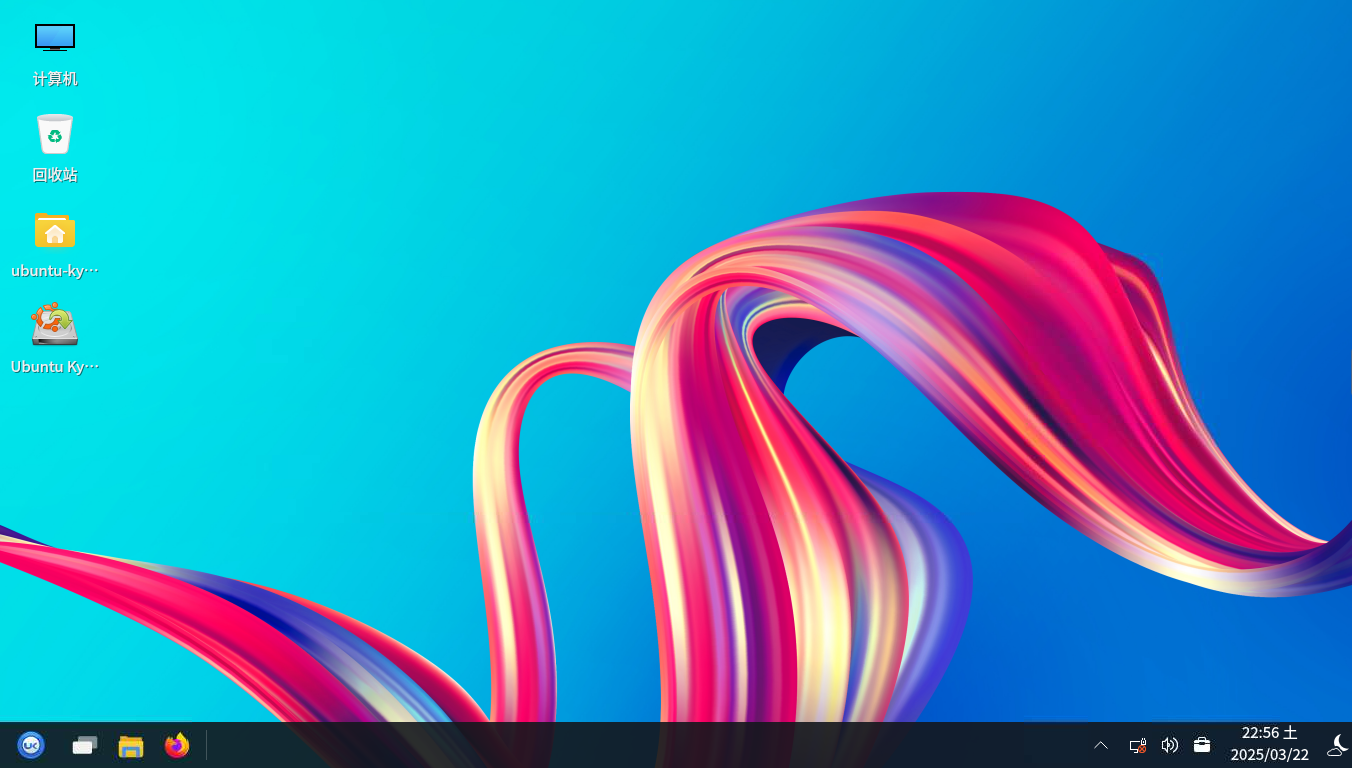
Ubuntu Kylin 20.04 LTS
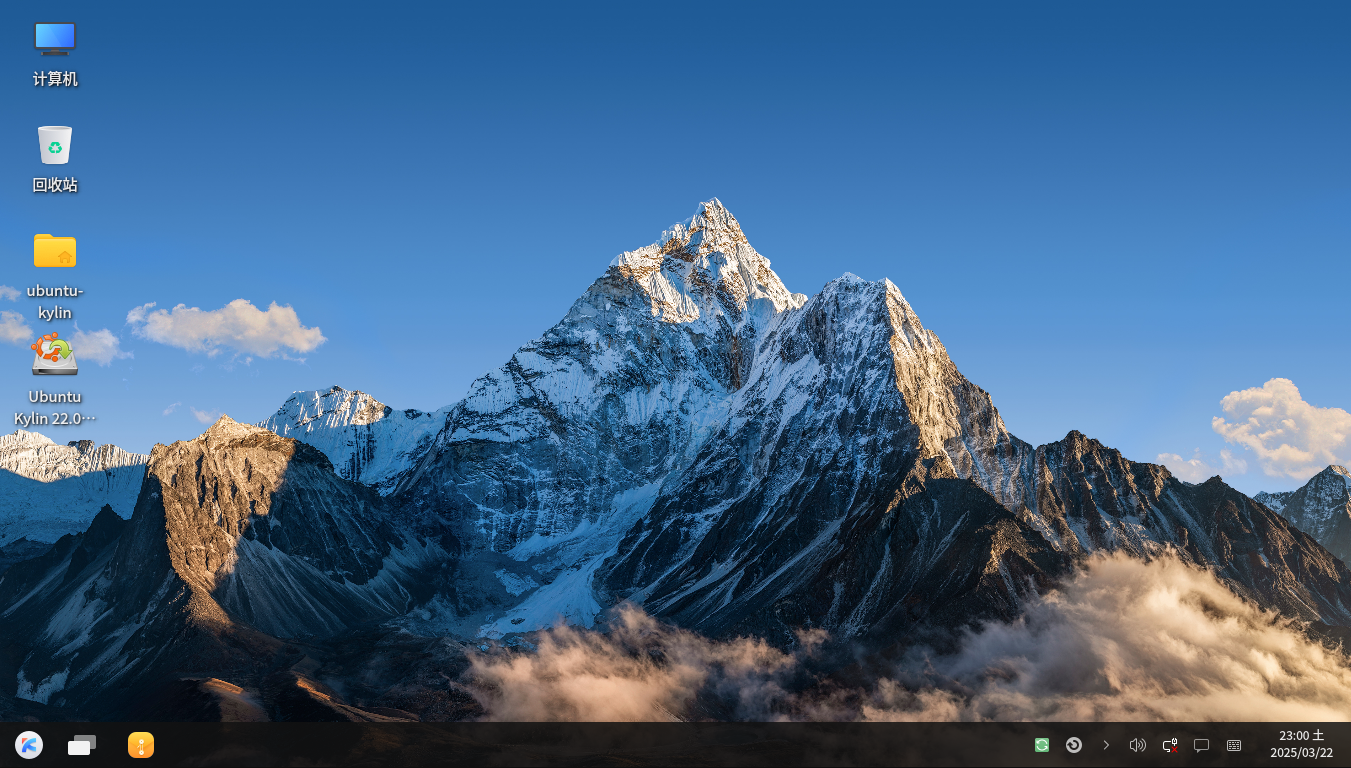
Ubuntu Kylin 22.04 LTS
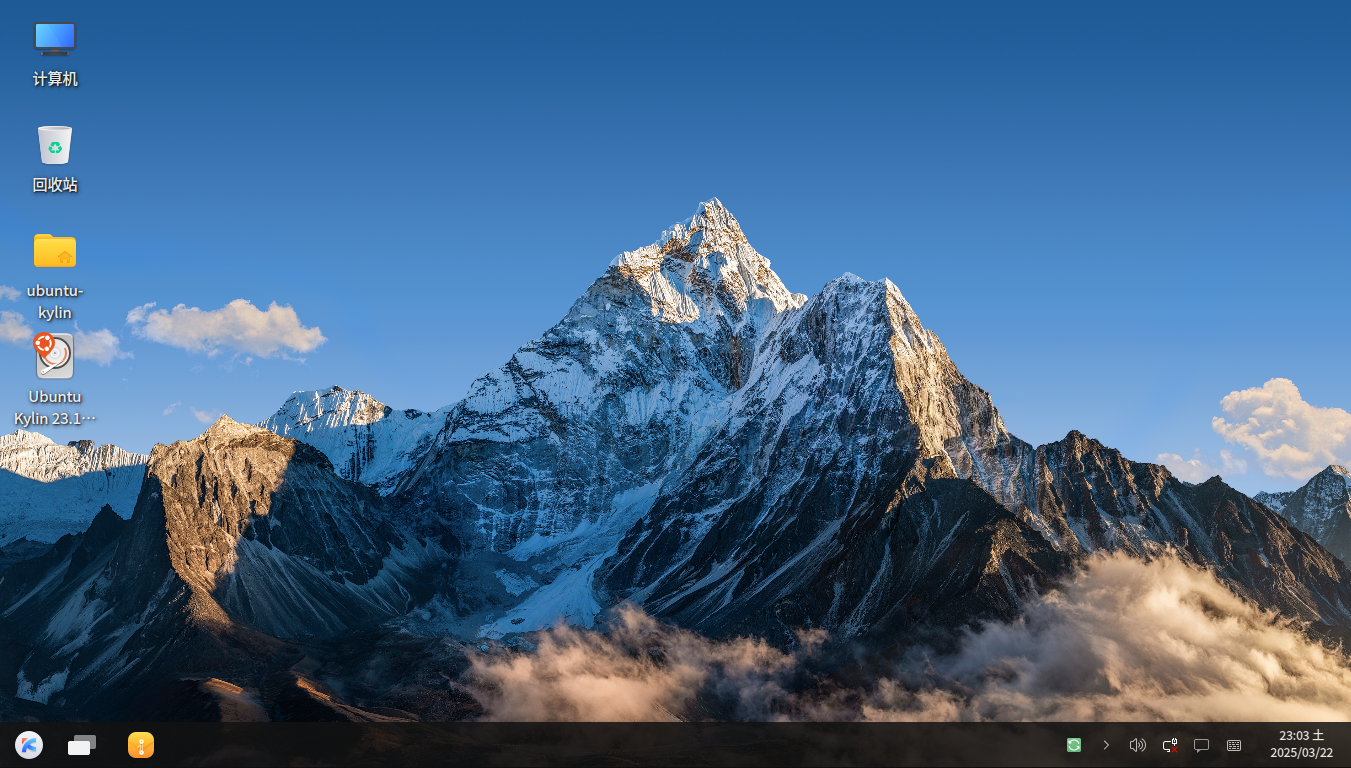
Ubuntu Kylin 23.10
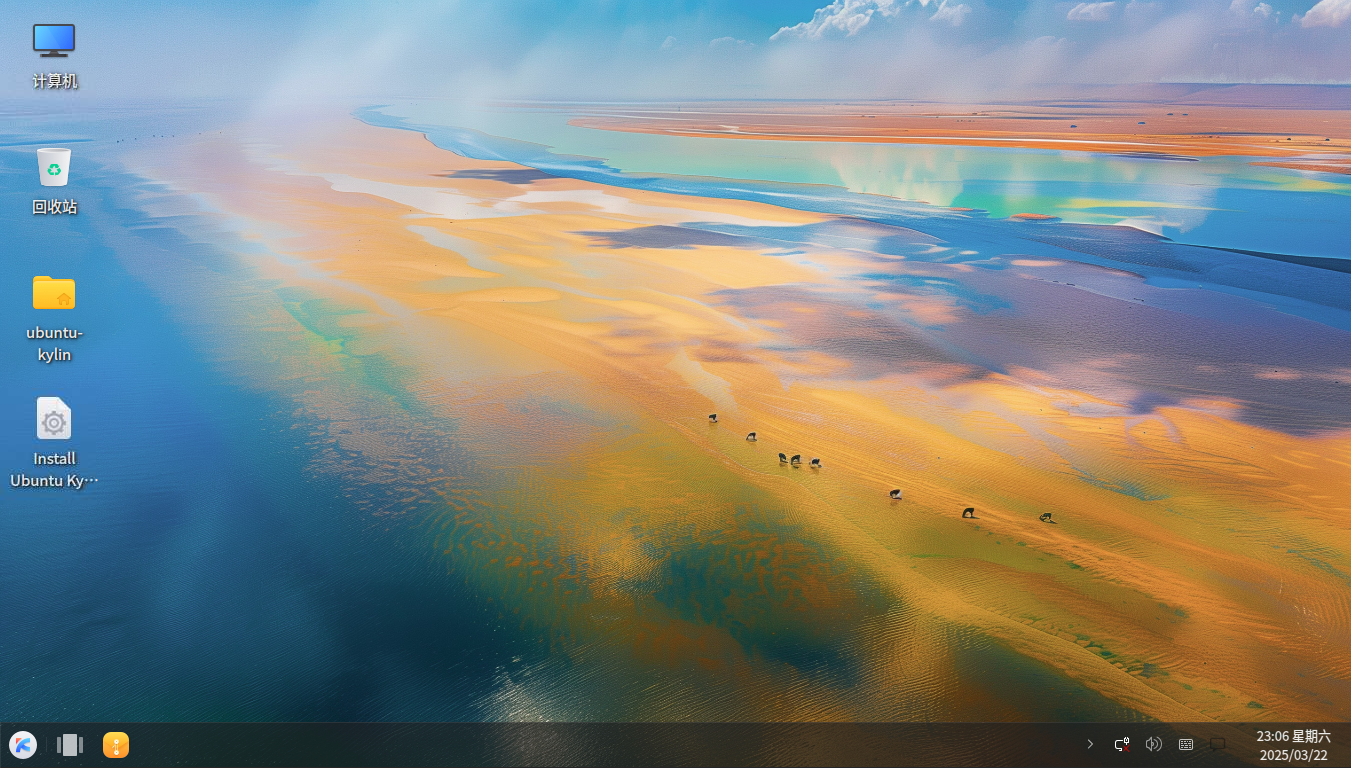
Ubuntu Kylin 24.04 LTS
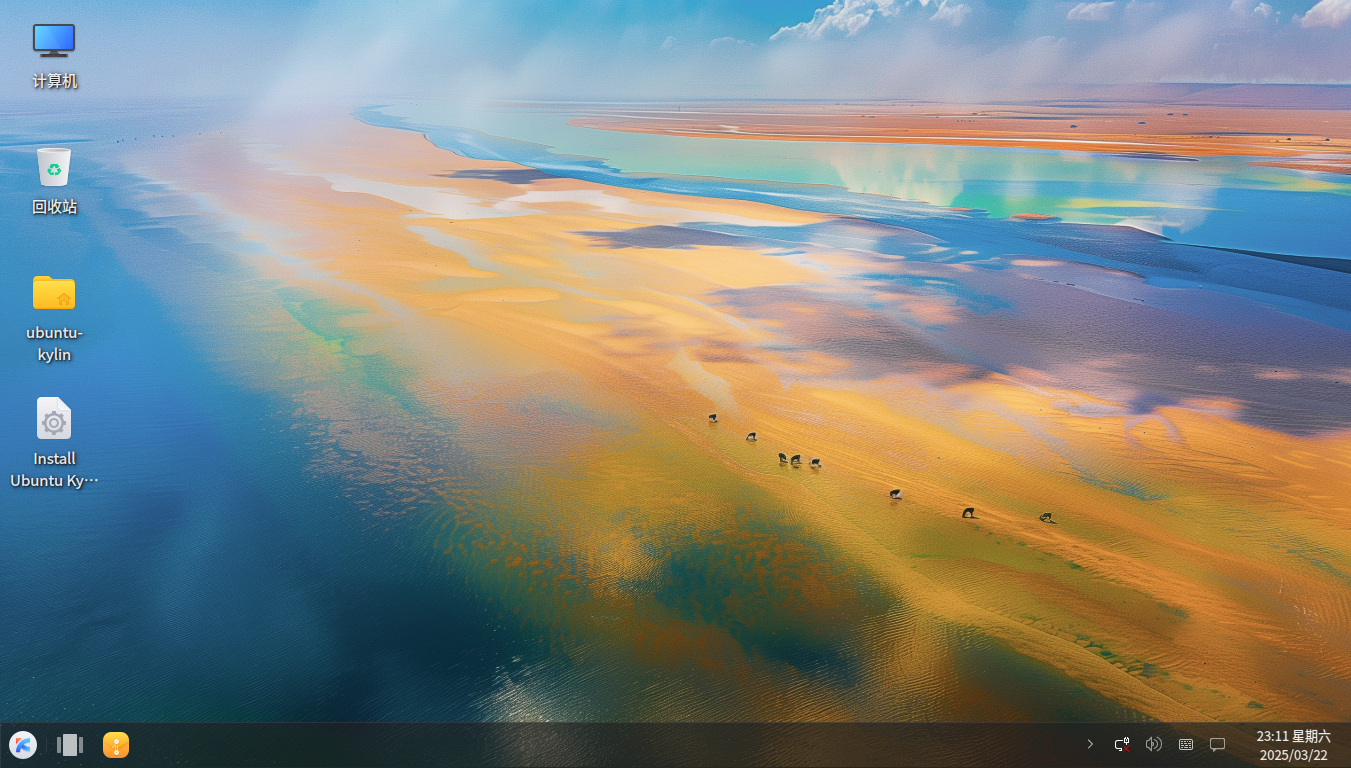
Ubuntu Kylin 24.10
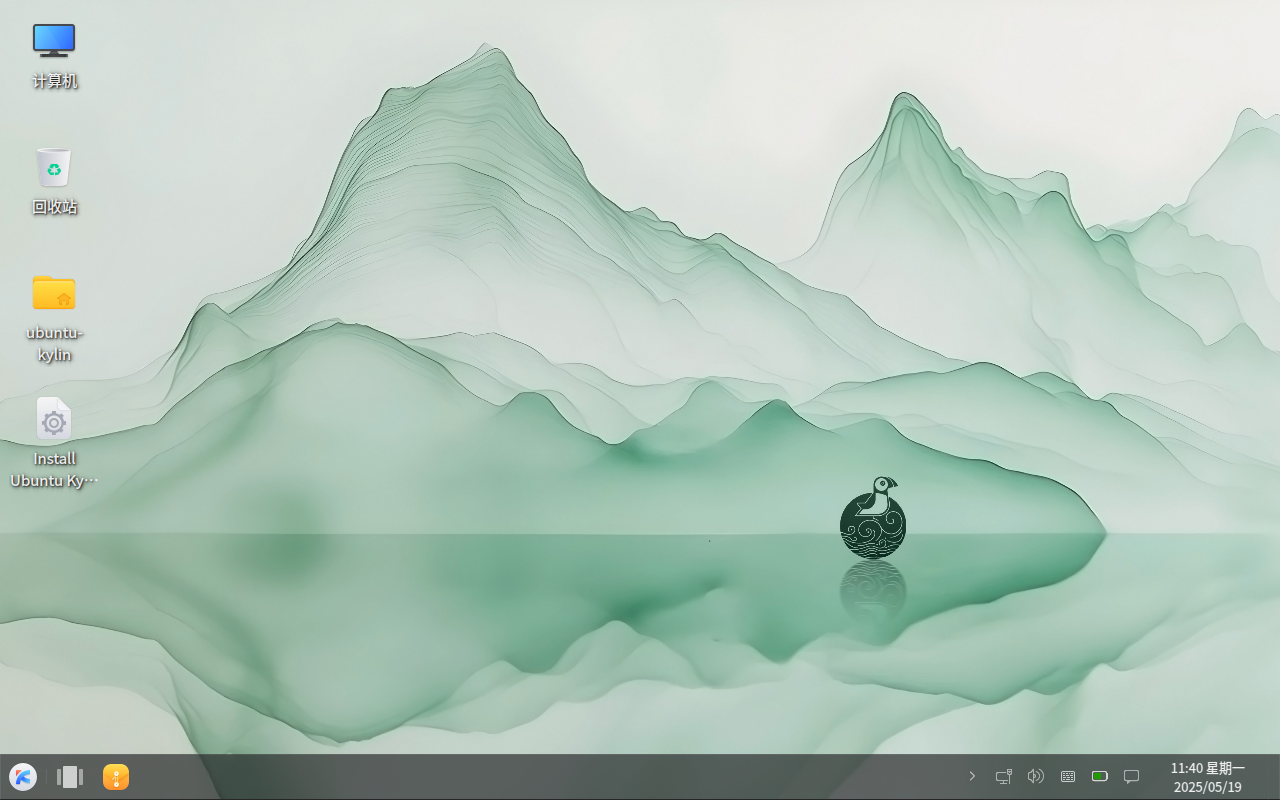
Ubuntu Kylin 25.04

### システム要件
- CPU: 2 GHzデュアルコアプロセッサ以上
- RAM: 2 GB以上（推奨4 GB以上）
- ディスク容量: 25 GB以上

## 他のフレーバーとの比較

### デスクトップ環境
Ubuntu Kylinは、独自のUKUI(Ubuntu Kylin User Interface)を採用しており、Windows 7に似た、モダンなデスクトップ環境を提供している。

#### Kubuntu
Kubuntuは、KDE Plasmaデスクトップを使用し、高度なカスタマイズ性とモダンなデザインが特徴。

#### Lubuntu
Lubuntuは、LXQtデスクトップを採用し、軽量で古いハードウェアでもスムーズに動作する。

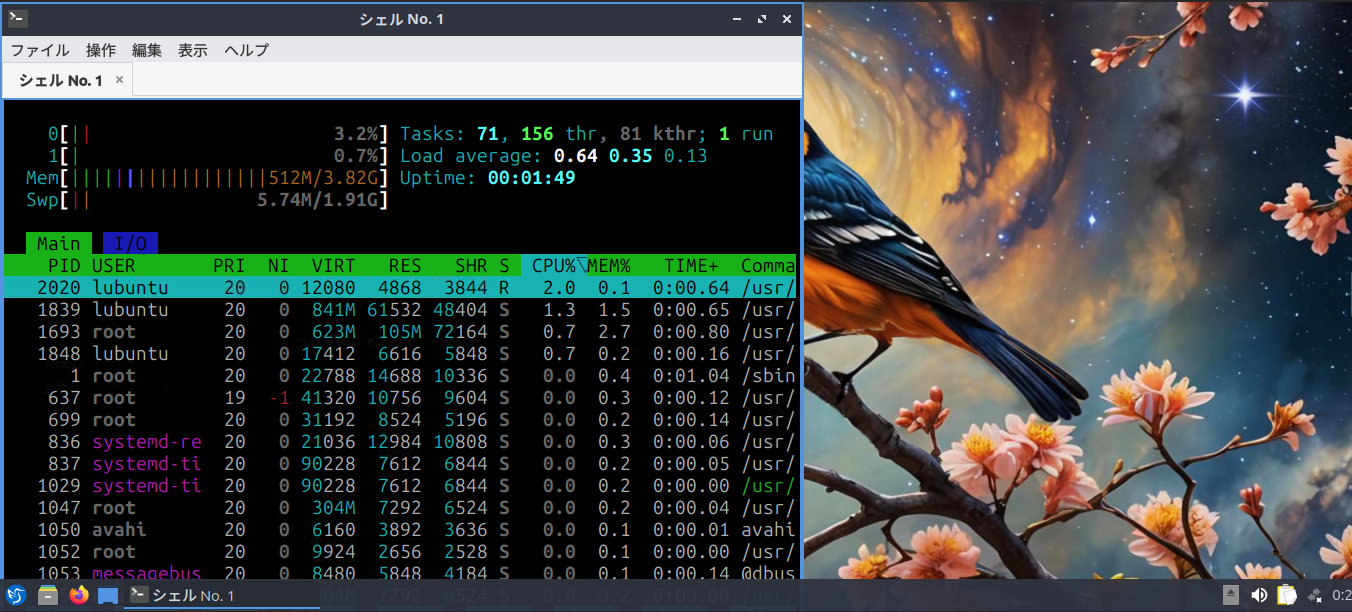
Lubuntu リソース
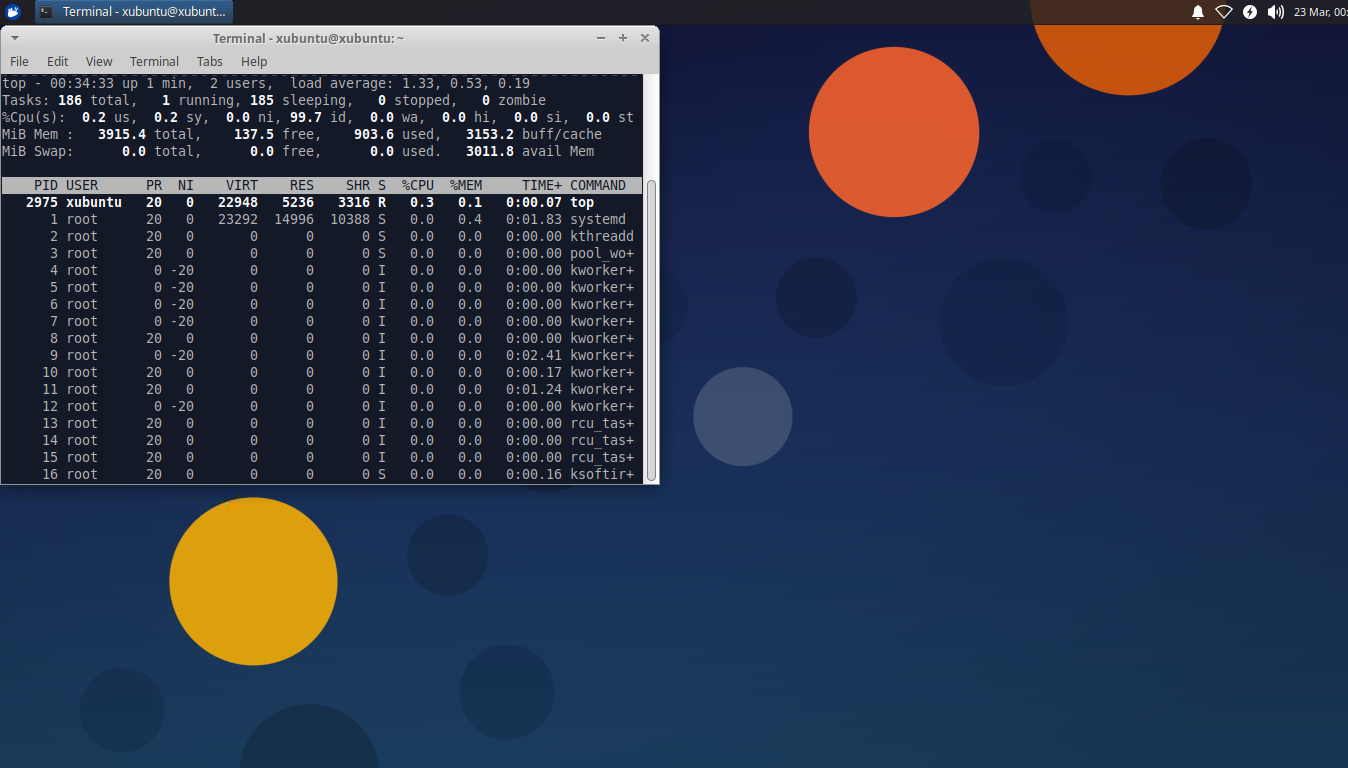
Xubuntu リソース

#### Xubuntu
Xubuntuは、Xfceデスクトップを使用し、安定性と軽量性を重視している。

#### Ubuntu Budgie
Ubuntu Budgieは、Budgieデスクトップを採用し、エレガントなデザインと直感的なレイアウトが特徴。

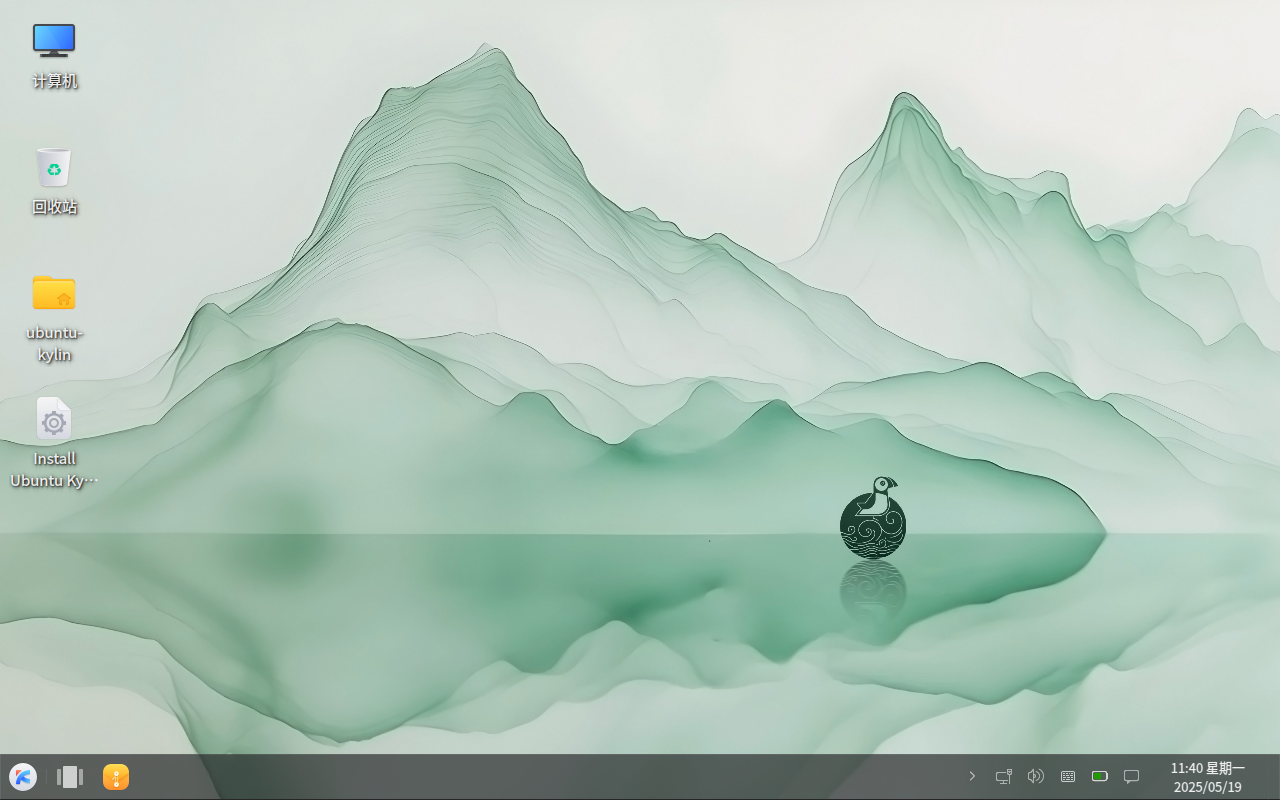
Ubuntu Kylin UKUI
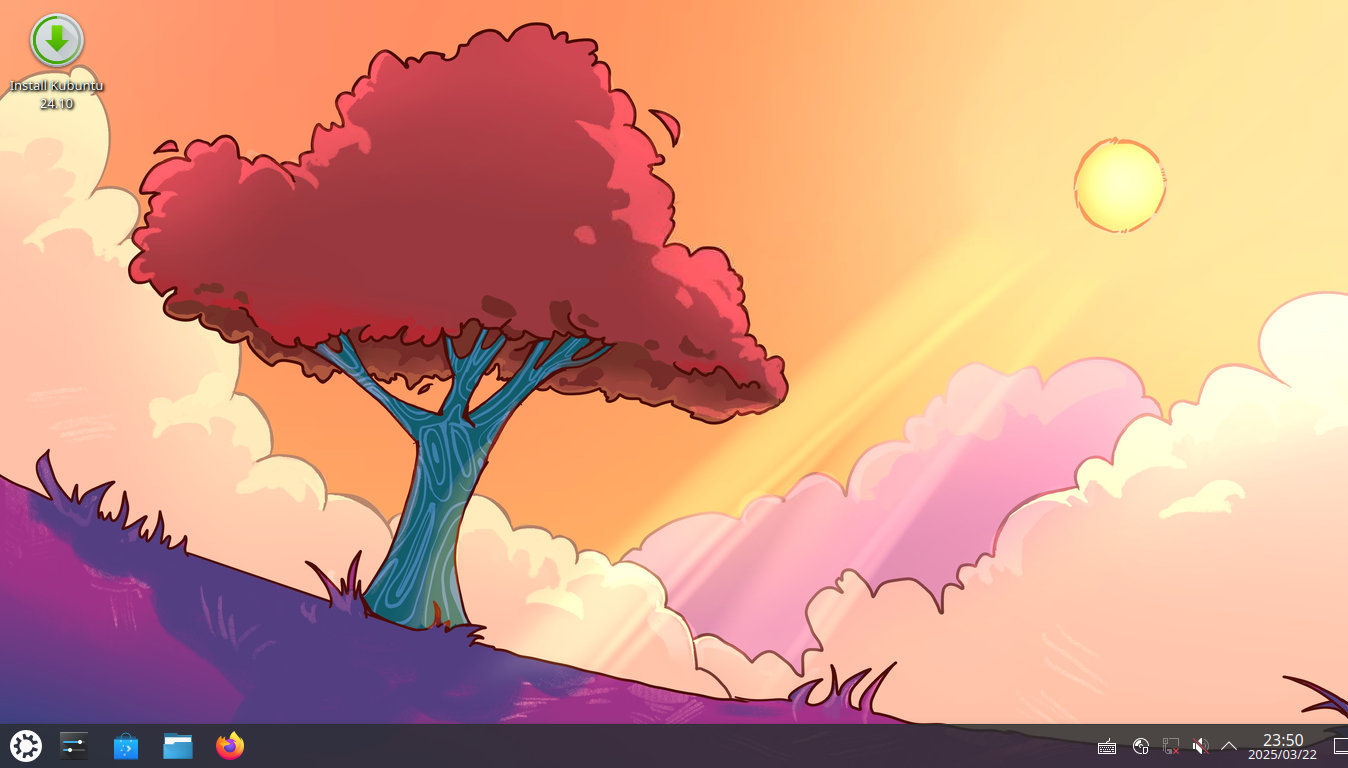
Kubuntu KDE Plasma
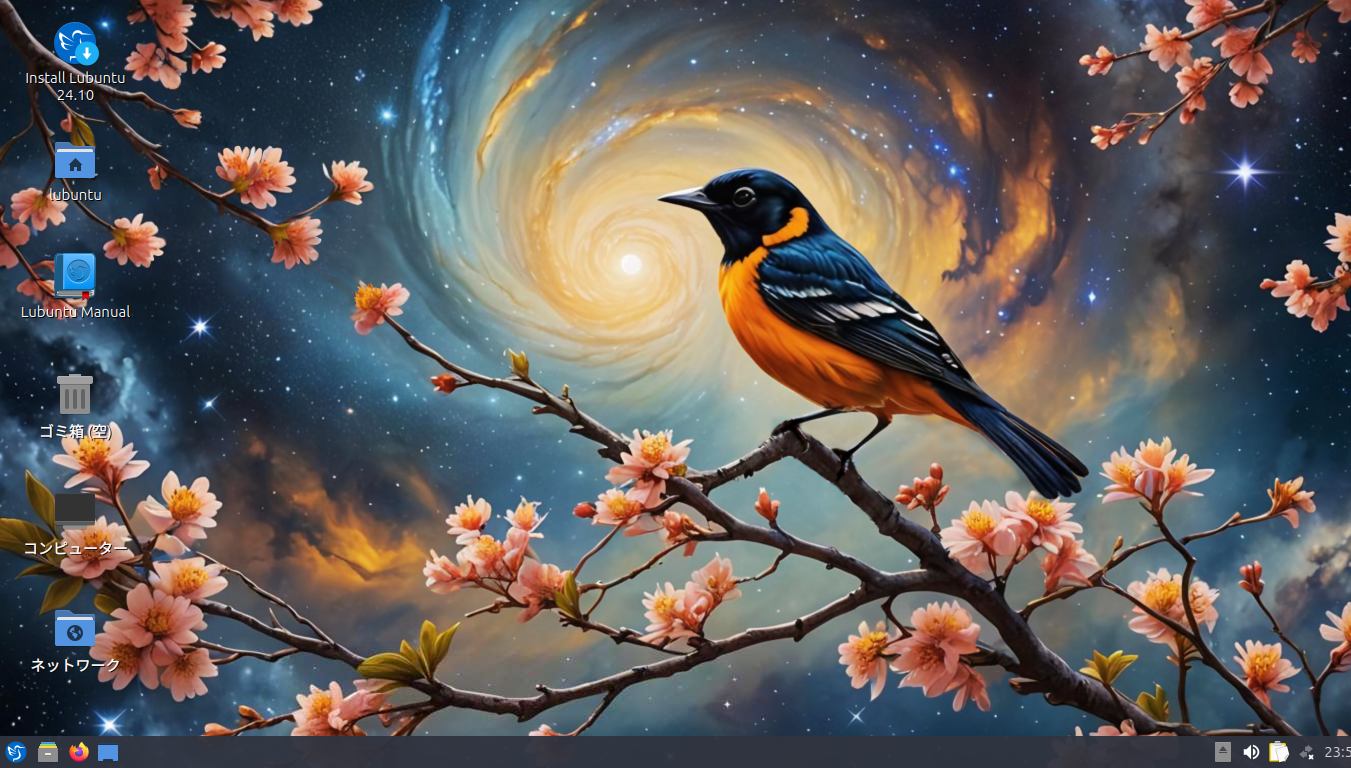
Lubuntu LXQt
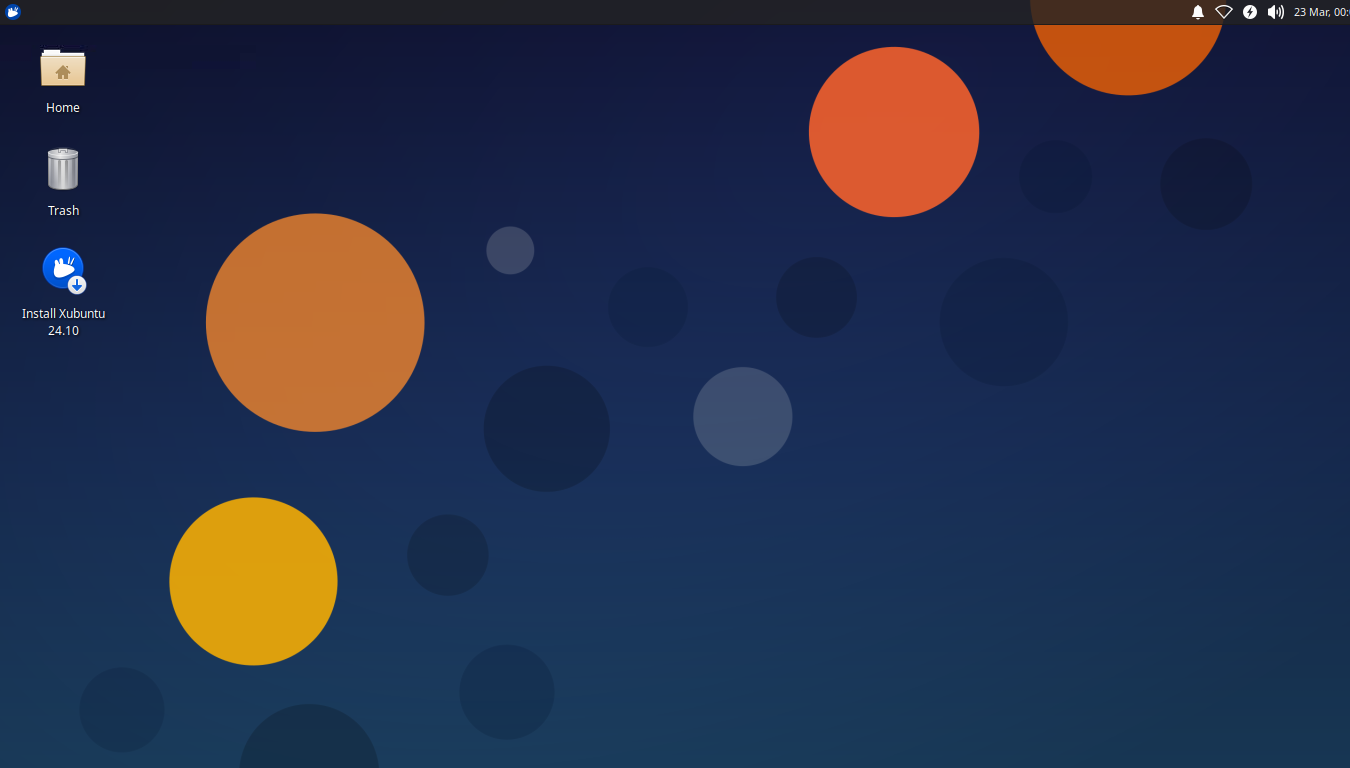
Xubuntu Xfce
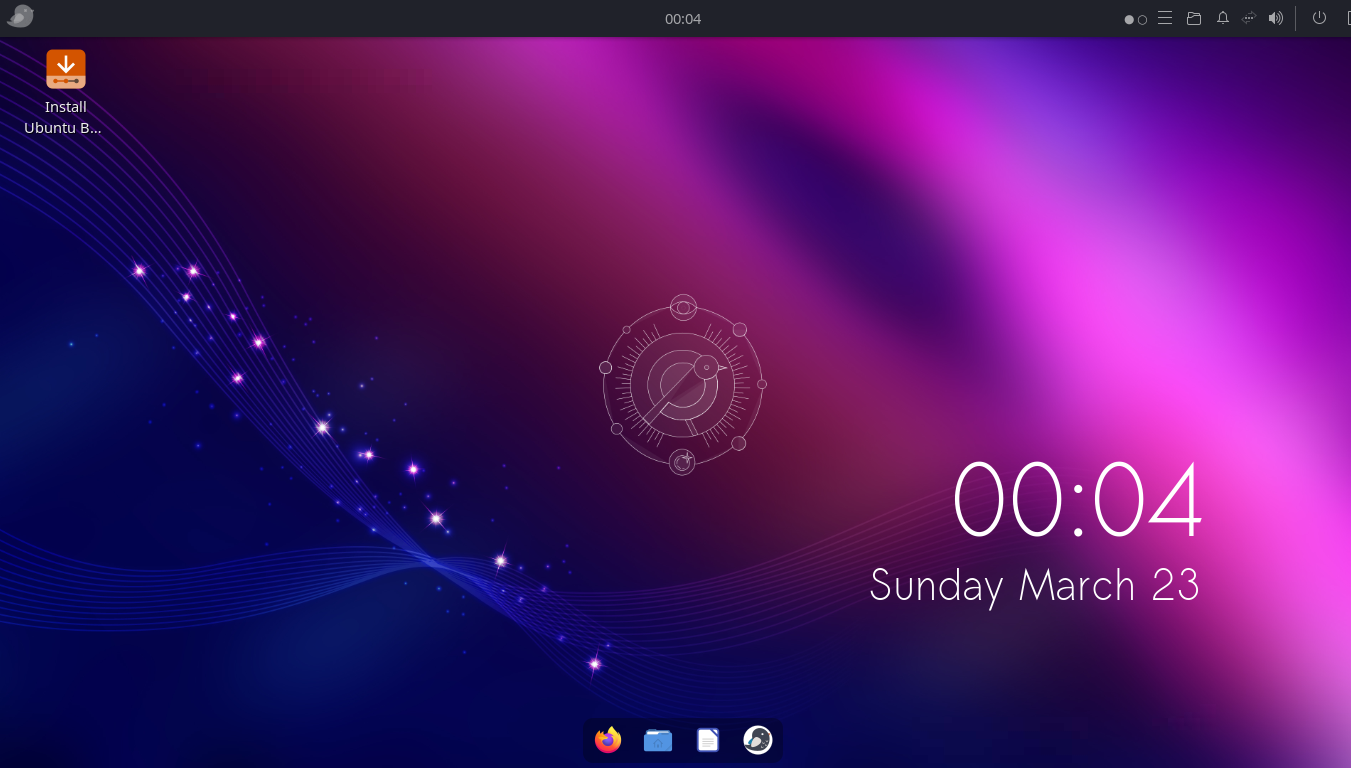
Ubuntu Budgie Budgie

### ターゲットユーザー
Ubuntu Kylinは、中国のユーザーを主なターゲットとし、中国ユーザー向けのローカライズが徹底されている。中国向けのソフトウェア、機能が実装されている。

#### Edubuntu
Edubuntuは、教育用途に特化しており、教育ソフトウェアが豊富に含まれている。

#### Ubuntu Studio
Ubuntu Studioは、クリエイター向けに設計され、オーディオおよびビデオコンテンツを作成するために必要なツールが含まれている。

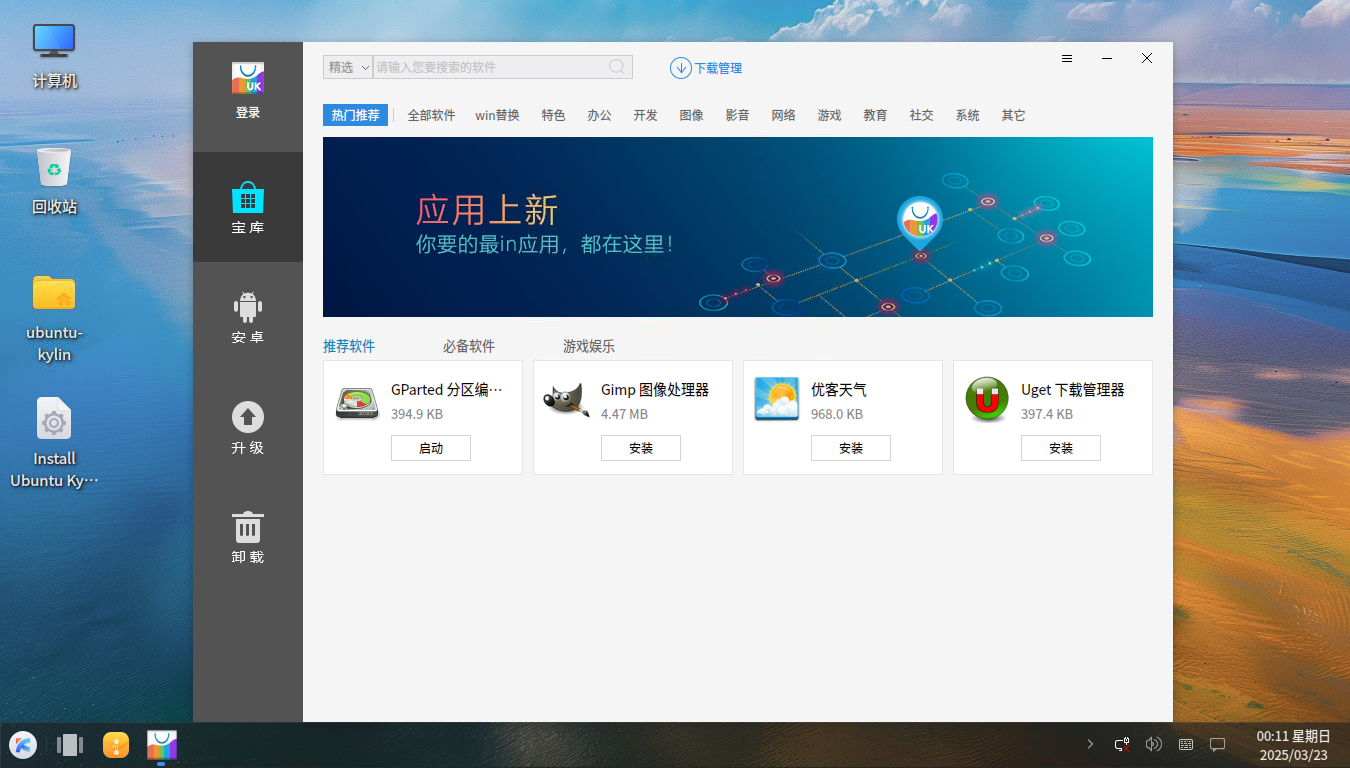
Ubuntu Kylin 中国ユーザー向けアプリケーション

### ローカライズとカスタマイズ
Ubuntu Kylinは、中国語環境に最適化されており、フォントやUIが中国文化を反映している。また、UKUIはWindows 7ライクな操作性を提供する。

#### Kubuntu
Kubuntuは、KDE Plasmaのカスタマイズ性が高く、テーマやアイコン、ウィジェットの変更が容易。

#### Lubuntu
Lubuntuは、LXQtデスクトップを採用し、モダンだがアプリに処理能力を使うように設計されているため、デザインは2の次である。

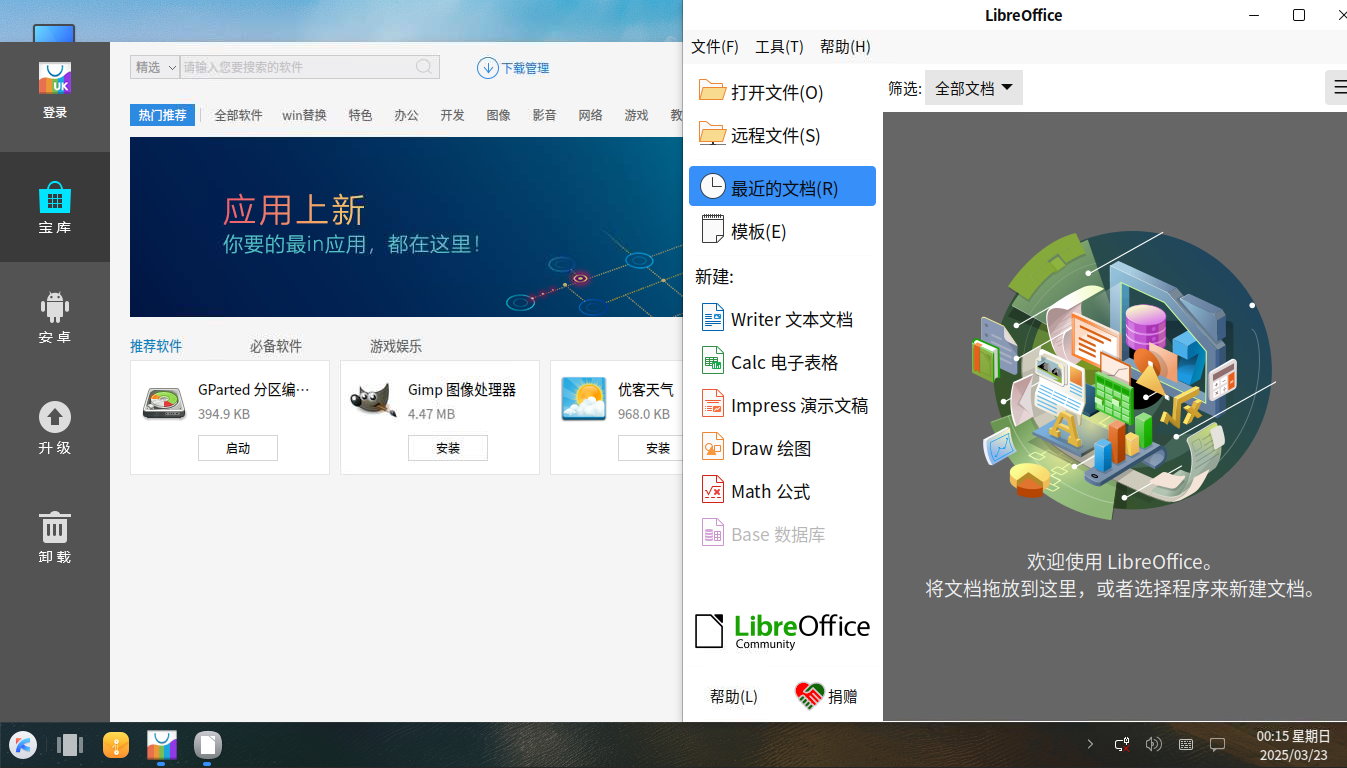
Ubuntu Kylin ローカライズ
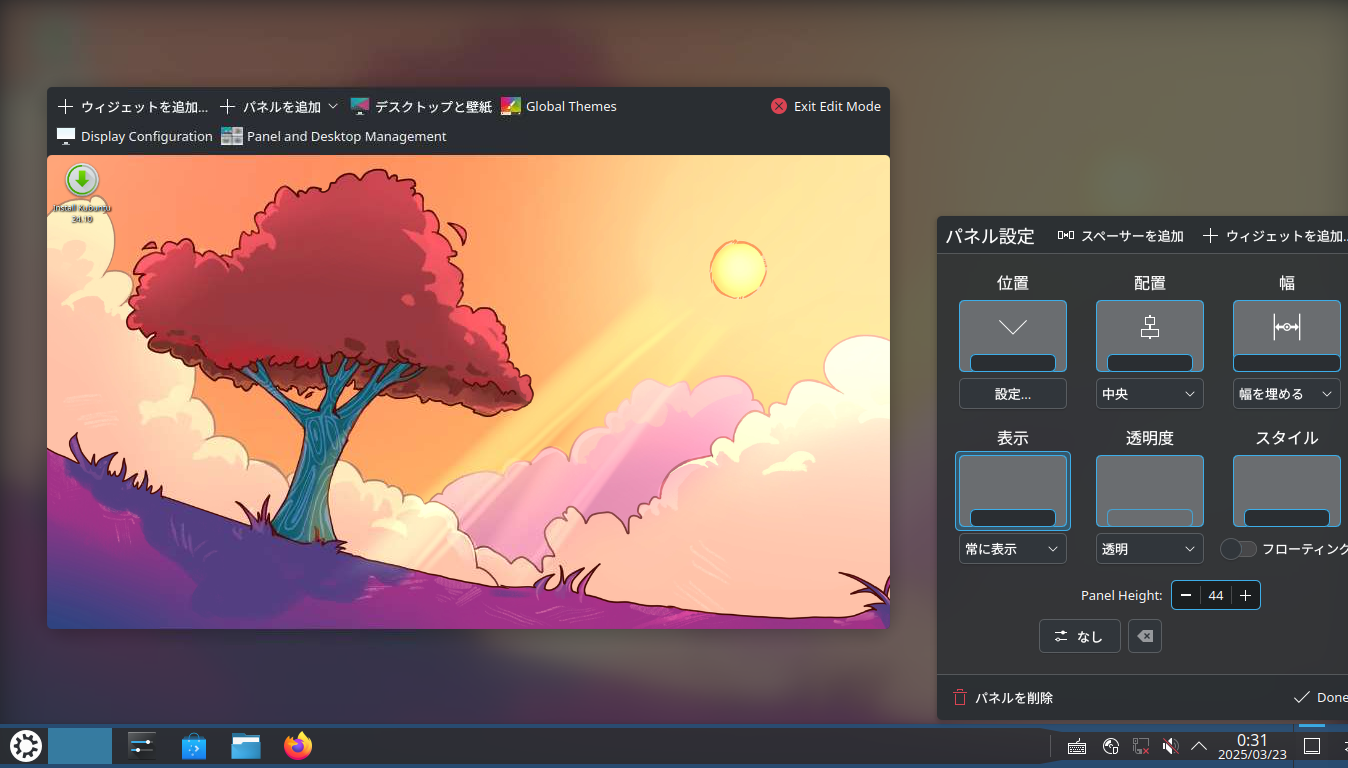
Kubuntu カスタマイズ
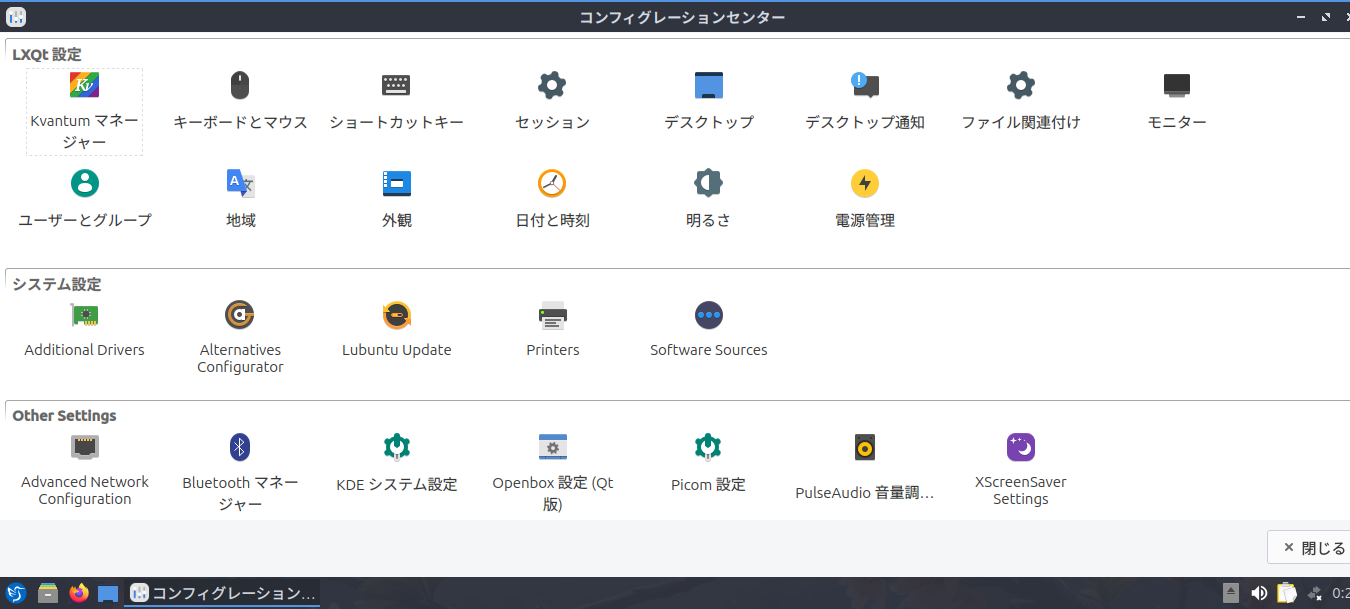
Lubuntu カスタマイズ

### システム要件
Ubuntu Kylinは、他のフレーバーと同様に、2 GHzデュアルコアプロセッサ、2 GB以上のRAM（推奨4 GB以上）、25 GB以上のディスク容量が必要。

#### Lubuntu
Lubuntuは、LXQtデスクトップを採用し、より低いシステム要件で動作可能。
- Lubuntu リソース
- Xubuntu リソース

### プリインストールアプリケーション
Ubuntu Kylinは、中国市場向けのアプリがプリインストールされている。

#### Ubuntu Studio
Ubuntu Studioは、クリエイター向けのアプリが豊富にプリインストールされている。

#### Edubuntu
Edubuntuは、教育用のアプリが豊富にプリインストールされている。

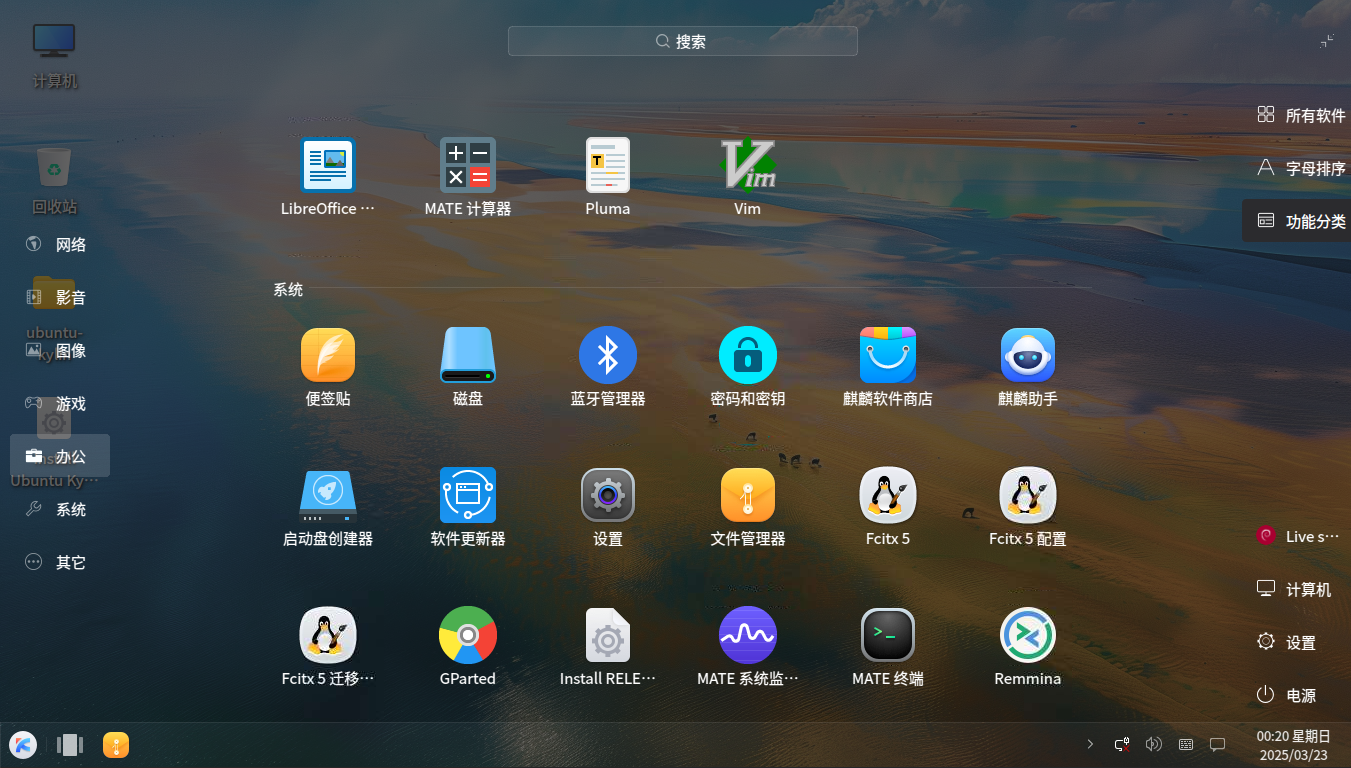
Ubuntu Kylin アプリケーション
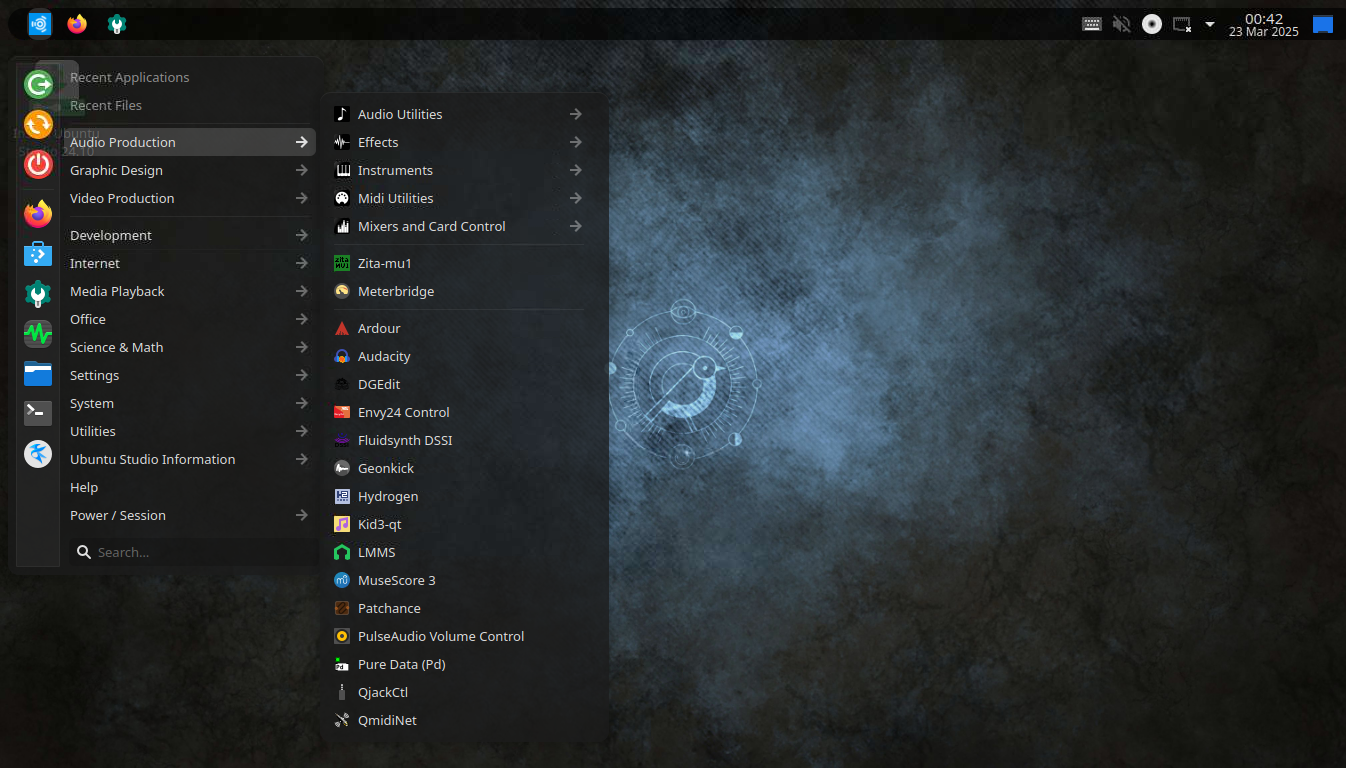
Ubuntu Studio アプリケーション
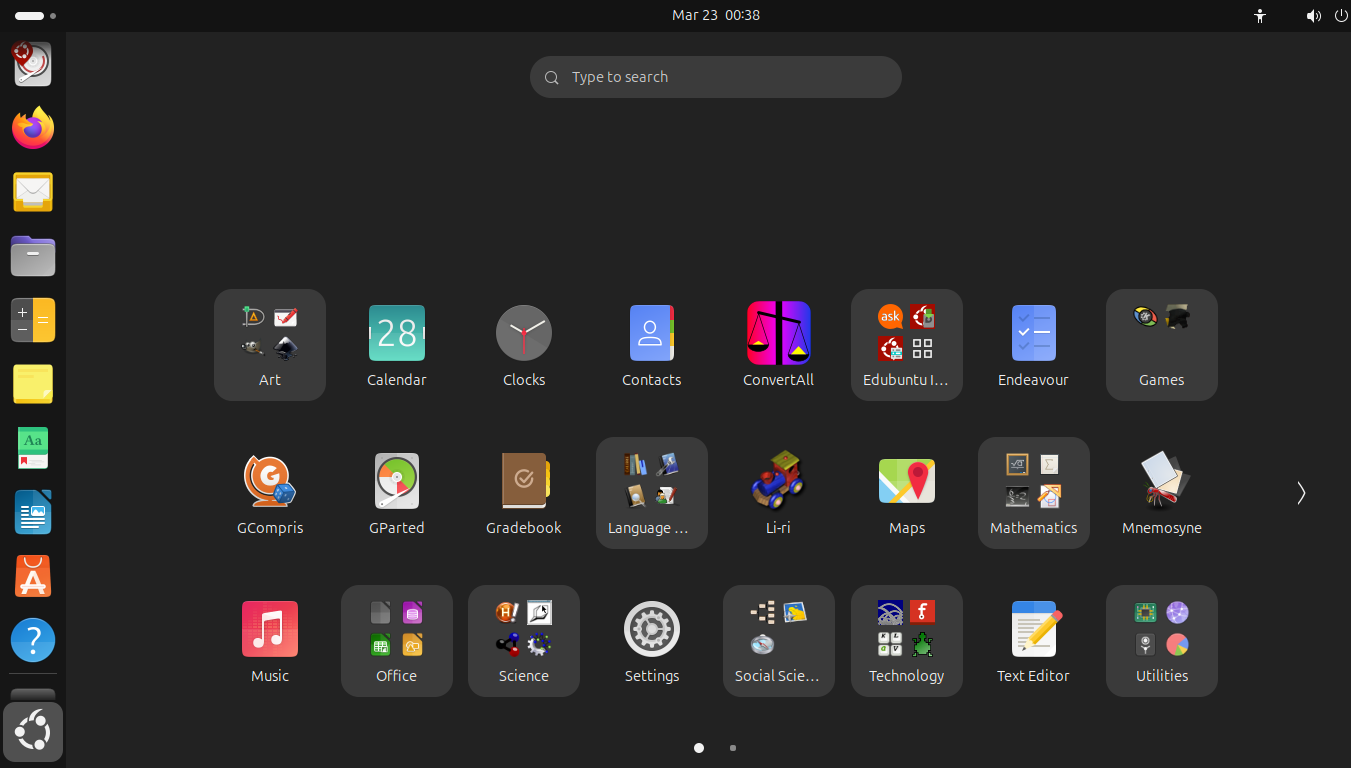
Edubuntu アプリケーション